# Écalles-Alix
Pour les articles homonymes, voir Alix.
Écalles-Alix est une commune française située dans le département de la Seine-Maritime en région Normandie.

## Géographie

### Localisation
La commune est située dans le pays de Caux.
| Sainte-Marie-des-Champs   | Ectot-lès-Baons | Flamanville |
| Yvetot                    | Écalles-Alix    |             |
| Saint-Clair-sur-les-Monts | Croix-Mare      | Croix-Mare  |

### Hydrographie
La commune est située dans le bassin Seine-Normandie. Elle n'est drainée par aucun cours d'eau,.

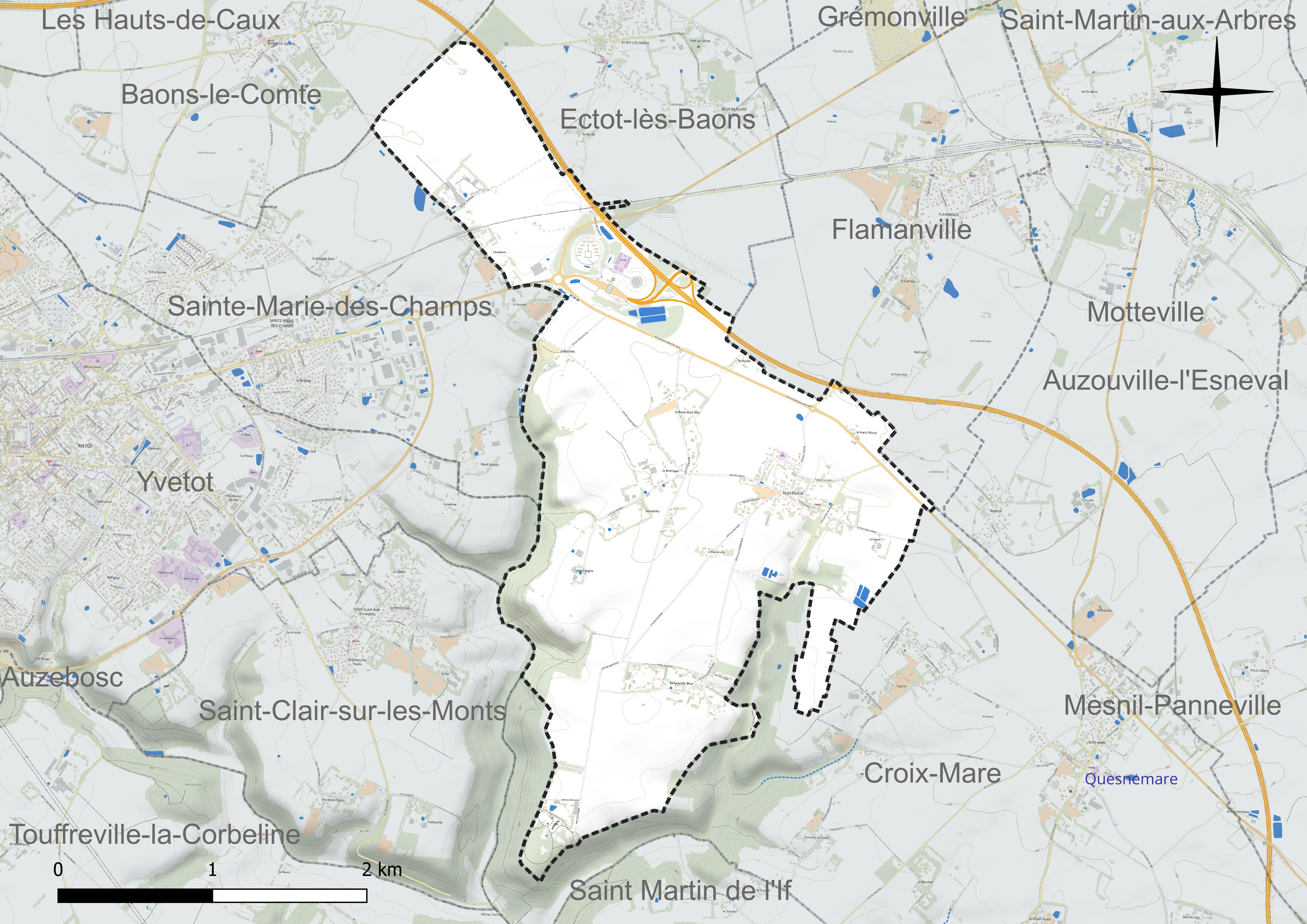
Réseau hydrographique d'Écalles-Alix.

### Climat
Pour des articles plus généraux, voir Climat de la Normandie et Climat de la Seine-Maritime.
En 2010, le climat de la commune est de type climat océanique altéré, selon une étude du CNRS s'appuyant sur une série de données couvrant la période 1971-2000. En 2020, Météo-France publie une typologie des climats de la France métropolitaine dans laquelle la commune est exposée à un climat océanique et est dans la région climatique Côtes de la Manche orientale, caractérisée par un faible ensoleillement (1 550 h/an) ; forte humidité de l’air (plus de 20 h/jour avec humidité relative > 80 % en hiver), vents forts fréquents. Parallèlement le GIEC normand, un groupe régional d’experts sur le climat, différencie quant à lui, dans une étude de 2020, trois grands types de climats pour la région Normandie, nuancés à une échelle plus fine par les facteurs géographiques locaux. La commune est, selon ce zonage, exposée à un « climat maritime », correspondant au Pays de Caux, frais, humide et pluvieux, légèrement plus frais que dans le Cotentin.
Pour la période 1971-2000, la température annuelle moyenne est de 10,2 °C, avec une amplitude thermique annuelle de 13,6 °C. Le cumul annuel moyen de précipitations est de 945 mm, avec 13,7 jours de précipitations en janvier et 8,9 jours en juillet. Pour la période 1991-2020, la température moyenne annuelle observée sur la station météorologique la plus proche, située sur la commune d'Ectot-lès-Baons à 3 km à vol d'oiseau, est de 10,8 °C et le cumul annuel moyen de précipitations est de 905,5 mm,. Pour l'avenir, les paramètres climatiques de la commune estimés pour 2050 selon différents scénarios d’émission de gaz à effet de serre sont consultables sur un site dédié publié par Météo-France en novembre 2022.

## Urbanisme

### Typologie
Au 1er janvier 2024, Écalles-Alix est catégorisée commune rurale à habitat dispersé, selon la nouvelle grille communale de densité à sept niveaux définie par l'Insee en 2022.
Elle est située hors unité urbaine. Par ailleurs la commune fait partie de l'aire d'attraction de Rouen, dont elle est une commune de la couronne,. Cette aire, qui regroupe 317 communes, est catégorisée dans les aires de 200 000 à moins de 700 000 habitants,.

### Occupation des sols
L'occupation des sols de la commune, telle qu'elle ressort de la base de données européenne d’occupation biophysique des sols Corine Land Cover (CLC), est marquée par l'importance des territoires agricoles (86,5 % en 2018), en diminution par rapport à 1990 (92,3 %). La répartition détaillée en 2018 est la suivante : 
terres arables (70,5 %), prairies (15,9 %), forêts (7,6 %), zones industrielles ou commerciales et réseaux de communication (5,9 %). L'évolution de l’occupation des sols de la commune et de ses infrastructures peut être observée sur les différentes représentations cartographiques du territoire : la carte de Cassini (XVIIIe siècle), la carte d'état-major (1820-1866) et les cartes ou photos aériennes de l'IGN pour la période actuelle (1950 à aujourd'hui).

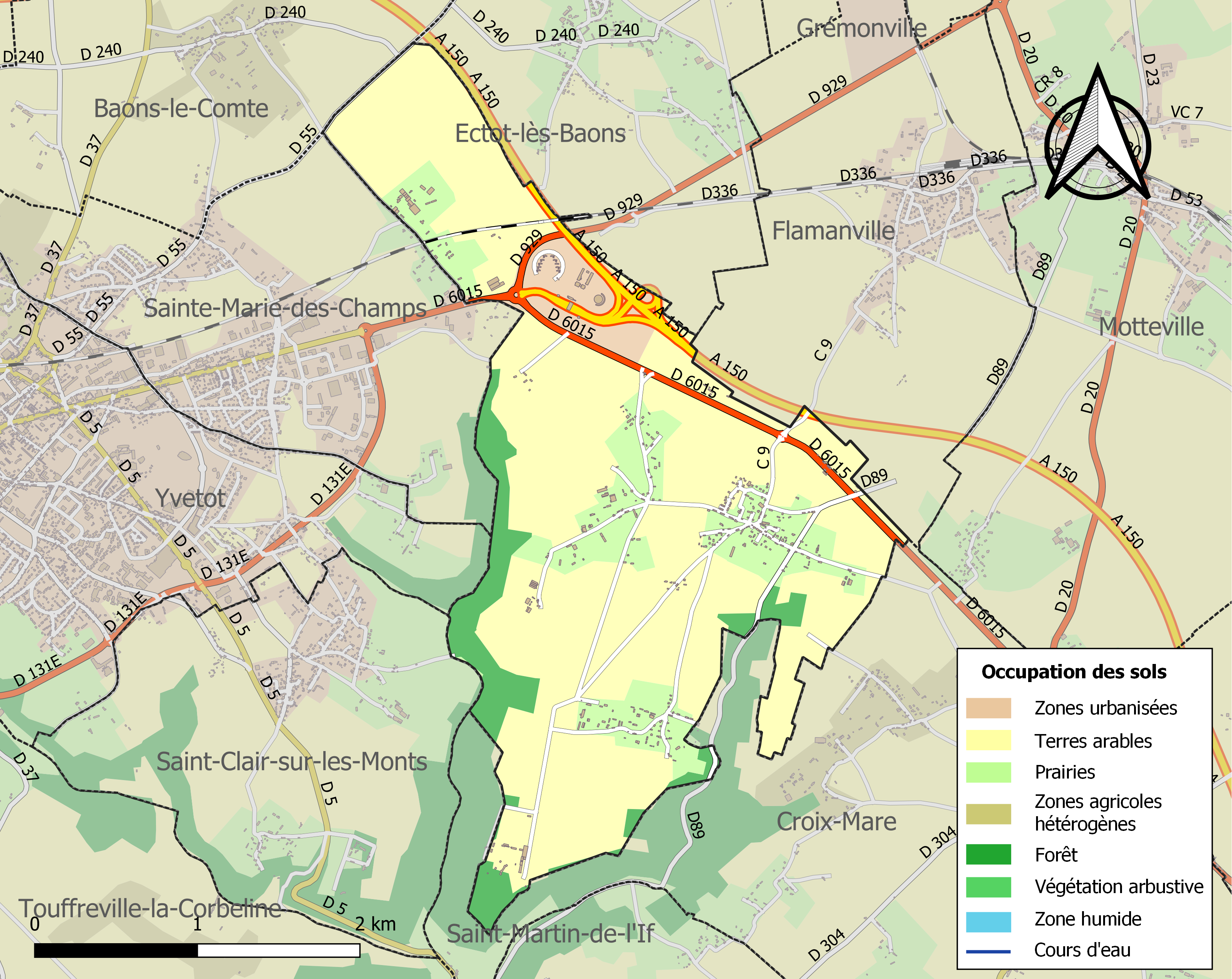
Carte des infrastructures et de l'occupation des sols de la commune en 2018 (CLC).

## Toponymie
Le nom de la localité est attesté sous les formes Escales fin du XIIe siècle; Esqualles Aelicie en 1281.
La forme Escales du XIIe siècle, est un pluriel roman issu d'un pluriel anglo-scandinave en /s/, le premier élément escal- étant issu du norrois skali (comprendre skáli) ou du vieil-anglais scale « habitation temporaire », que les auteurs considèrent comme un emprunt au scandinave. Le qualificatif Alix représente le nom de femme de type germanique Adaleidis / Aales / Aalis très répandu en Normandie au Moyen Âge et qui se perpétue dans les patronymes Alix et Allix.

## Politique et administration
| Période                                  | Période                    | Identité        | Étiquette | Qualité                        |
| ---------------------------------------- | -------------------------- | --------------- | --------- | ------------------------------ |
| Les données manquantes sont à compléter. |                            |                 |           |                                |
| mars 2001                                | mars 2008                  | Jérôme Blondel  |           |                                |
| mars 2008                                | En cours (au 10 août 2020) | Lionel Gaillard |           | Réélu pour le mandat 2020-2026 |

## Démographie
L'évolution du nombre d'habitants est connue à travers les recensements de la population effectués dans la commune depuis 1793. Pour les communes de moins de 10 000 habitants, une enquête de recensement portant sur toute la population est réalisée tous les cinq ans, les populations de référence des années intermédiaires étant quant à elles estimées par interpolation ou extrapolation. Pour la commune, le premier recensement exhaustif entrant dans le cadre du nouveau dispositif a été réalisé en 2007.

En 2022, la commune comptait 547 habitants, en évolution de +3,6 % par rapport à 2016 (Seine-Maritime : +0,35 %, France hors Mayotte : +2,11 %).
| 1793 | 1800 | 1806 | 1821 | 1831 | 1836 | 1841 | 1846 | 1851 |
| ---- | ---- | ---- | ---- | ---- | ---- | ---- | ---- | ---- |
| 599  | 680  | 731  | 748  | 809  | 821  | 810  | 802  | 763  |

| 1856 | 1861 | 1866 | 1872 | 1876 | 1881 | 1886 | 1891 | 1896 |
| ---- | ---- | ---- | ---- | ---- | ---- | ---- | ---- | ---- |
| 709  | 767  | 686  | 660  | 604  | 467  | 431  | 422  | 384  |

| 1901 | 1906 | 1911 | 1921 | 1926 | 1931 | 1936 | 1946 | 1954 |
| ---- | ---- | ---- | ---- | ---- | ---- | ---- | ---- | ---- |
| 370  | 350  | 358  | 363  | 379  | 368  | 370  | 370  | 361  |

| 1962 | 1968 | 1975 | 1982 | 1990 | 1999 | 2006 | 2007 | 2012 |
| ---- | ---- | ---- | ---- | ---- | ---- | ---- | ---- | ---- |
| 345  | 344  | 321  | 339  | 447  | 501  | 491  | 490  | 507  |

| 2017 | 2022 | - | - | - | - | - | - | - |
| ---- | ---- | - | - | - | - | - | - | - |
| 533  | 547  | - | - | - | - | - | - | - |

## Culture locale et patrimoine

### Lieux et monuments
- Église Saint-Martin, dont le clocher a été inscrit au titre des monuments historiques par arrêté du 24 novembre 1926[20].
- Château de Beauvoir bâti entre 1630 et 1660 par Robert d'Esmalleville, gouverneur de Caudebec[21].

### Personnalités liées à la commune
- Francis Bazire (1939-2022), cycliste et enfant du pays.

### Héraldique
| Armes de Écalles-Alix | Les armes de la commune d'Écalles-Alix se blasonnent ainsi : Écartelé d'argent et de gueules : au 1er au lion d'azur, au 2e à la fleur de lis d'or, au 3e au fruit de grenade tigé et feuillé d'or, ouvert du champ, au 4e au tourteau d'azur. Création Conseil Français d'Héraldique. Adopté le 10 novembre 2011. |